# Kanton Aulnoye-Aymeries
Kanton Aulnoye-Aymeries is een kanton van het Franse Noorderdepartement. Het kanton maakt deel uit van het arrondissement Avesnes-sur-Helpe.
Het kanton werd opgericht bij decreet van 17 februari 2014, in voege vanaf begin 2015. Het is gevormd door samenvoeging van de kantons Bavay, Berlaimont met een deel van de gemeenten van de kantons Le Quesnoy-Ouest en Hautmont

## Gemeenten
Het kanton Aulnoye-Aymeries omvat de volgende 39 gemeenten:
- Amfroipret
- Audignies
- Aulnoye-Aymeries
- Bachant
- Bavay
- Bellignies
- Berlaimont
- Bermeries
- Bettrechies
- Boussières-sur-Sambre
- Bry
- Écuélin
- Eth
- Feignies
- La Flamengrie
- Frasnoy
- Gommegnies
- Gussignies
- Hargnies
- Hon-Hergies
- Houdain-lez-Bavay
- Jenlain
- Leval
- La Longueville
- Mecquignies
- Monceau-Saint-Waast
- Neuf-Mesnil
- Noyelles-sur-Sambre
- Obies
- Pont-sur-Sambre
- Preux-au-Sart
- Saint-Remy-Chaussée
- Saint-Waast
- Sassegnies
- Taisnières-sur-Hon
- Vieux-Mesnil
- Villereau
- Wargnies-le-Grand
- Wargnies-le-Petit